# 宜野湾市議会
宜野湾市議会（ぎのわんしぎかい）は、沖縄県宜野湾市に設置されている地方議会である。

## 概要
- 定数：26人
- 任期：2022年9月28日 - 2026年9月27日[1]
- 選挙区：市全体を1選挙区とする大選挙区制（単記非移譲式）
- 議長：呉屋等（絆輝クラブ）
- 副議長：伊波一男（公明党）

## 会派
| 会派名                 | 議席数 | 政党                     | 議員名（◎は代表者）                                                                  | 女性議員数 | 女性議員の割合(%) |
| ---------------------- | ------ | ------------------------ | ------------------------------------------------------------------------------------ | ---------- | ----------------- |
| 絆輝クラブ             | 9      | 自由民主党1・無所属8     | ◎石川慶、知名康司、濱元朝晴、呉屋等、宮城克、 平安座武志、伊佐文貴、松田朝仁、棚原明 | 0          | 0                 |
| 結・市民ネットワーク   | 3      | 無所属                   | ◎宮城政司、屋良千枝美、桃原功                                                        | 1          | 33.33             |
| 公明党                 | 3      | 公明党                   | ◎岸本一徳、伊波一男、下地崇                                                          | 0          | 0                 |
| 政進会                 | 3      | 無所属                   | ◎山城康弘、上地安之、又吉亮                                                          | 0          | 0                 |
| じのーんの風立憲・社民 | 2      | 立憲民主党1・社会民主党1 | ◎我如古盛英、座間味万佳                                                              | 1          | 50                |
| 共生の会               | 2      | 無所属                   | ◎知念秀明、嶺井拓磨                                                                  | 0          | 0                 |
| 和みクラブ             | 2      | 無所属                   | ◎上里広幸、伊佐哲雄                                                                  | 0          | 0                 |
| マブイ                 | 2      | 日本共産党1・無所属1     | ◎宮城優、プリティ宮城ちえ                                                            | 1          | 50                |
| 計                     | 26     |                          |                                                                                      | 3          | 11.54             |

（2022年10月7日現在）

## 沿革
2018年
- 10月4日 - 9月定例会が開会。上地安之が議長に選出された[2]。

2019年
- 9月末 - 自民党系会派「絆クラブ」の上地安之、桃原朗、山城康弘、又吉亮の4人は元宜野湾市長の佐喜眞淳とともに台湾に渡航。世界平和統一家庭連合（旧統一教会）の関連団体「平和大使協議会」を視察し、台中市役所で副市長や各区長、各部署との意見交換を行った[3]。9月29日、統一教会の既婚の信者カップルを集めた「既成祝福式」が桃園市で開催[4][3]。上地ら5人はこの既成祝福式に参加し、佐喜眞がステージで挨拶を述べた[5]。
- 11月10日 - 統一教会の沖縄教区長の外間鎮模が実行委員長を務める集会「希望の家庭講演会」が市内の長田区公民館で開催。統一教会の関連団体「世界平和青年学生連合」初代会長の稲森一郎[6]が講演し、「同性婚が法制化されている国では同性愛者の数は増え続け、社会は不安定になっている。我々はそれを許すわけにはいかない。なぜならそれはサタンの戦略だからだ」と述べた[7]。外間は「性の多様性を認める条例が家庭崩壊をもたらす」と発言した[3]。市議会からは、来賓として上地安之、桃原朗、山城康弘、呉屋等が出席[8]。上地は「LGBTのお話もたくさんあります。性の多様性だとか言われております。社会は多種多様化したような時代に到来しております。だからと言って公的機関が条例を作って、それを認めるっていうことは、未来の日本国にとって、あまりにも情けない話になろうかと思います」と発言した[9][3]。

2020年
- 3月26日 - 松川正則市長が提出した「宜野湾市男女平等及び多様性を尊重する社会を推進する条例」案は、3月定例会の総務常任委員会で継続審査となった[10]。
- 6月29日 - 「宜野湾市男女平等及び多様性を尊重する社会を推進する条例」案は、反対12、賛成11（欠席1）で否決された[11]。統一教会と関わりのあった上地安之、桃原朗、山城康弘、又吉亮、呉屋等のうち、投票権のない議長の上地を除く4人は反対に回った。大手メディアが、条例制定反対の立場をとる教団側が市議と接点を持っていた実態を報じたのは安倍晋三銃撃事件後であった[12][9]。

2022年
- 9月11日 - 宜野湾市議会議員選挙執行。投票率は63.47％。れいわ新選組新人のプリティ宮城ちえは得票数2位で初当選。
- 9月27日 - プリティ宮城ちえが、元教え子に対し、マルチ商法で全国から約650億円を不正に集めたとみられる投資グループの関係者を紹介していたことを、沖縄タイムスの取材で認めた[13]。
- 10月6日 - プリティ宮城ちえは、れいわ新選組を離党した[14]。